# 波赫丹尼夫卡 (瓦西利基夫卡市鎮)
48°16′54″N 35°56′21″E / 48.28167°N 35.93917°E
波赫丹尼夫卡（羅馬化：Bohdanivka）是烏克蘭中部第聶伯羅彼得羅夫斯克州錫內利尼科韋區瓦西利基夫卡市鎮的村莊，處於沃夫恰河左岸，距離普拉夫達和沃斯克列謝尼夫卡4公里，2001年人口351。